# Fontanna „Szermierz” we Wrocławiu
Fontanna z Szermierzem (niem. Fechterbrunnen) – wrocławska fontanna zlokalizowana na placu przed Uniwersytetem Wrocławskim i będąca jednym z jego symboli. Zaprojektowana została przez profesora berlińskiej Akademii Sztuk Pięknych Hugo Lederera (1871–1940), a ustawiono ją na placu Uniwersyteckim 26 listopada 1904 roku.

## Opis
W samym środku placu Uniwersyteckiego, pośrodku okrągłego, płytkiego basenu umieszczony jest marmurowy cokół ozdobiony rzeźbami przedstawiającymi dwie siedzące, nagie kobiety. Czaszę fontanny dekorują cztery maski, w których ustach znajdują się miejsca wylewu wody. Zwieńczenie fontanny stanowi wykonana z brązu, pozieleniała ze względu na patynę, figura młodego, nagiego mężczyzny, który, stojąc w harmonijnej i spokojnej pozie kontrapostu, trzyma w dłoni modną w początkach wieku szpadę o wygiętej głowni.

## Trzy rzeźby
Rzeźba Szermierza z placu Uniwersyteckiego jest jedną z trzech identycznych rzeźb. Pierwsza z nich jest miniaturowym modelem, według którego wykonano dwie pozostałe. Model ten znajduje się w gabinecie dyrektora wrocławskiego Muzeum Miejskiego. Druga z pełnowymiarowych rzeźb zlokalizowana jest na dziedzińcu zewnętrznym zamku Czocha. Rzeźba ta jest ustawiona na jednym prostym, kamiennym postumencie. 

## Galeria

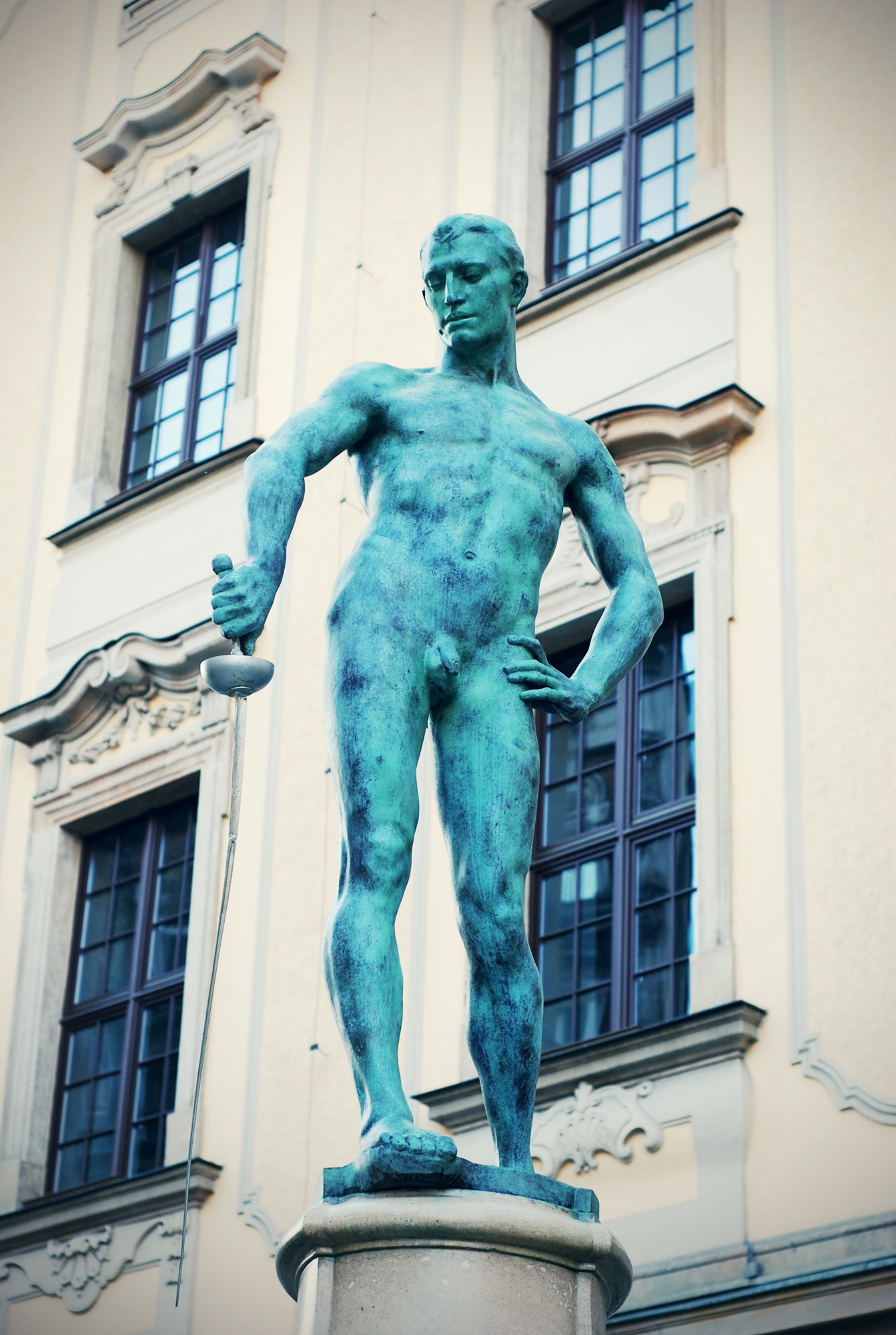
Pomnik Szermierza na placu Uniwersyteckim
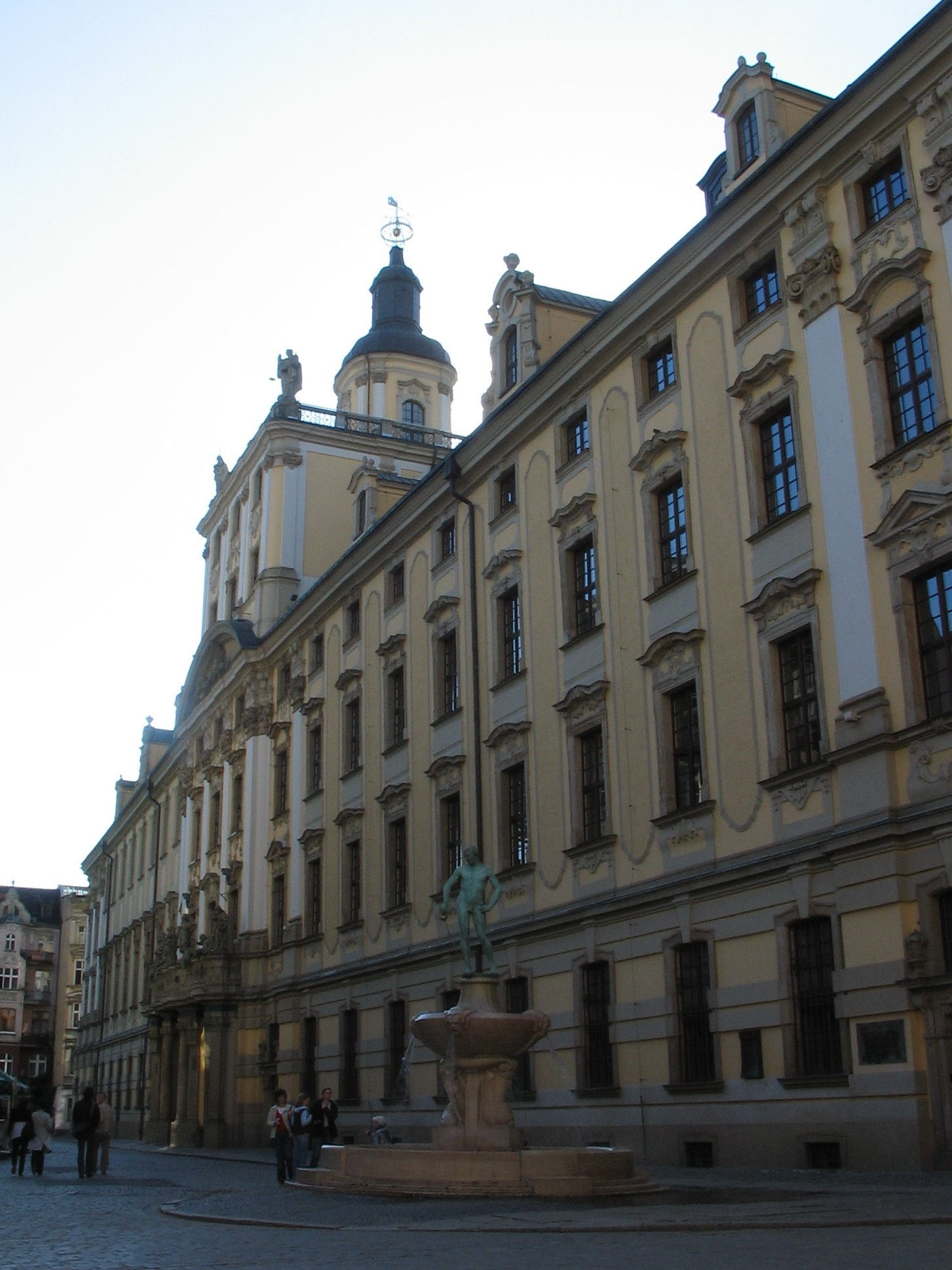
Plac Uniwersytecki oraz budynek Uniwersytetu Wrocławskiego
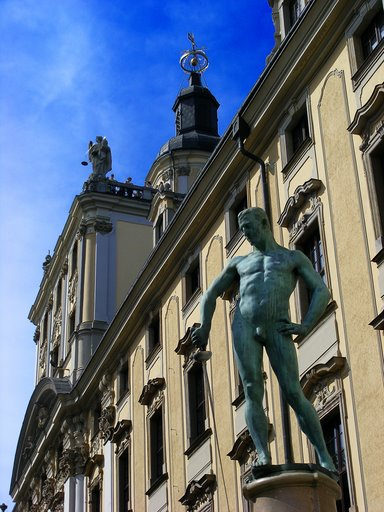
Fontanna Szermierza, oraz część budynku Uniwersytetu Wrocławskiego